# Berland
Berland este o localitate din comuna Askøy, provincia Hordaland, Norvegia.